# San Isidro I
San Isidro I ist eine Ortschaft im Departamento Santa Cruz im Tiefland des südamerikanischen Anden-Staates Bolivien.

## Lage im Nahraum
San Isidro I ist eine Ortschaft im Kanton Curiche im Municipio Cabezas in der Provinz Cordillera. Die Ortschaft liegt auf einer Höhe von 527 m zwischen den Ortschaften Basilio (11 Kilometer) im Norden und Mora (26 Kilometer) im Süden.
Während die Region östlich von San Isidro I bis zum 30 Kilometer östlich gelegenen Río Grande ebenso wie die zehn Kilometer westlich der Ortschaft landwirtschaftlich intensiv genutzt ist, schließt sich weiter im Westen ein etwa zehn Kilometer breiter Streifen dicht bewaldeten Berglandes an, im Westen durch den Voranden-Höhenzug Serranía Loma Mansa begrenzt wird, im Süden durch den Río Seco Florida, und im Norden durch den Río Piraí zwischen Tiquipaya und Limoncito. 

## Geographie
San Isidro I liegt im bolivianischen Tiefland südöstlich der bolivianischen Cordillera Oriental im Bereich des subtropischen Klimas und ist geprägt durch eine halbjährige Trockenzeit, die von Mai bis Oktober reicht.
Die Durchschnittstemperatur der Region beträgt etwa 24 °C (siehe Klimadiagramm Cabezas), die Monatswerte schwanken zwischen 20 °C im Juni und Juli und 27 °C im Dezember und Januar. Der Jahresniederschlag beträgt 800 mm, die niederschlagsstärksten Monate sind Januar und Februar mit 130 mm, die trockensten Monate Juli und August mit weniger als jeweils 20 mm im langjährigen Durchschnitt.

## Verkehrsnetz
San Isidro I liegt in einer Entfernung von 56 Straßenkilometern südlich von Santa Cruz, der Hauptstadt des gleichnamigen Departamentos.
Von Santa Cruz führt die asphaltierte Nationalstraße Ruta 9 in südlicher Richtung über El Carmen und Basilio nach San Isidro I und weiter über Cabezas, Abapó, Ipitá und Villamontes nach Yacuiba an der bolivianischen Grenze zu Argentinien.

## Bevölkerung
Die Einwohnerzahl der Ortschaft ist im vergangenen Jahrzehnt um knapp ein Drittel angestiegen:
| Jahr | Einwohner         | Quelle       |
| ---- | ----------------- | ------------ |
| 1992 | keine Detaildaten | Volkszählung |
| 2001 | 170               | Volkszählung |
| 2012 | 213               | Volkszählung |
| 2024 |                   | Volkszählung |

Die Region weist noch einen gewissen Anteil an indigener Bevölkerung auf: Im Municipio Cabezas sprechen 9,0 Prozent der Bevölkerung die Quechua-Sprache und 6,8 Prozent die Guaraní-Sprache.